# Emraan Hashmi
Emraan Hashmi (Bombay, 24 maart 1979) is een Indiaas acteur die voornamelijk in Hindi films speelt.

## Biografie
Hashmi startte zijn carrière als regie assistent voor de televisieserie Dhundh in 1999, wat volgde met de films Kasoor en Raaz. Hij maakte zijn debuut als acteur met Footpath in 2003.
Hij stond in het begin voornamelijk bekend voor de gewaagde scenes die hij speelde, om van dat imago af te komen nam hij vanaf 2007 andere soort rollen aan, wat van hem een diversere en succesvollere acteur maakte.
Emraan Hashmi's grootmoeder is actrice Purnima, zijn twee ooms zijn regisseurs Mahesh Bhatt en Mukesh Bhatt. Hij is de neef van regisseur Mohit Suri, actrices Pooja Bhatt en Alia Bhatt.

## Filmografie

### Films
| Jaar | Titel                        | Rol                        | Opmerking                     |
| ---- | ---------------------------- | -------------------------- | ----------------------------- |
| 2001 | Kasoor                       |                            | regie assistent               |
| 2002 | Raaz                         |                            | regie assistent               |
| 2003 | Footpath                     | Raghu Shrivastav           |                               |
| 2004 | Murder                       | Sunny                      |                               |
| 2004 | Tumsa Nahin Dekha            | Daksh Mittal               |                               |
| 2005 | Zeher                        | Siddharth Mehra            |                               |
| 2005 | Aashiq Banaya Aapne          | Vikram Mathur              |                               |
| 2005 | Chocolate                    | Deva                       |                               |
| 2005 | Kalyug                       | Ali bhai                   |                               |
| 2006 | Jawani Diwani                | Mann Kapoor                |                               |
| 2006 | Aksar                        | Ricky Sharma               |                               |
| 2006 | Gangster                     | Akash                      |                               |
| 2006 | The Killer                   | Nikhil Joshi               |                               |
| 2006 | Dil Diya Hai                 | Sahil Khanna               |                               |
| 2007 | Good Boy Bad Boy             | Raju Malhotra              |                               |
| 2007 | Awarapan                     | Shivam                     |                               |
| 2007 | The Train                    | Vishal Dixit               |                               |
| 2008 | Jannat                       | Arjun Dixit                |                               |
| 2009 | Raaz - The Mystery Continues | Prithvi Singh              |                               |
| 2009 | Tum Mile                     | Akshay                     |                               |
| 2010 | Once Upon a Time in Mumbaai  | Shoaib Khan                |                               |
| 2010 | Crook                        | Jai Dixit / Suraj Bhardwaj |                               |
| 2011 | Dil Toh Baccha Hai Ji        | Abhay Suri                 |                               |
| 2011 | Murder 2                     | Arjun Bhaagwat             |                               |
| 2011 | The Dirty Picture            | Abraham                    |                               |
| 2012 | Jannat 2                     | Sonu Dilli                 |                               |
| 2012 | Shanghai                     | Joginder Parmar            |                               |
| 2012 | Raaz 3                       | Aditya                     |                               |
| 2012 | Rush                         | Samar Grover               |                               |
| 2013 | Ek Thi Daayan                | Bobo                       |                               |
| 2013 | Ghanchakkar                  | Sanjay Atre                |                               |
| 2014 | Raja Natwarlal               | Mithilesh "Raja" Kumar     |                               |
| 2014 | Ungli                        | Nikhil Abhyankar           |                               |
| 2015 | Mr. X                        | Raghu Ram Rathod / Mr. X   |                               |
| 2015 | Hamari Adhuri Kahani         | Aarav Ruparel              |                               |
| 2016 | Azhar                        | Mohammad Azharuddin        |                               |
| 2016 | Raaz: Reboot                 | Aditya Shrivastava         |                               |
| 2017 | Baadshaho                    | Dalia                      |                               |
| 2018 | Tigers                       | Ayan                       |                               |
| 2018 | Welcome To New York          | zichzelf                   | cameo                         |
| 2019 | Pyaar Karle                  |                            | zoenscene op mobiele telefoon |
| 2019 | Why Cheat India              | Rakesh Singh               |                               |
| 2019 | The Body                     | Ajay Puri                  |                               |
| 2020 | Harami                       | Sagar Bhai                 |                               |
| 2021 | Mumbai Saga                  | Vijay Savarkar             |                               |
| 2021 | Chehre                       | Sameer Mehra               |                               |
| 2021 | Dybbuk                       | Samuel Isaac               |                               |
| 2023 | Selfiee                      | Om Prakash Aggarwal        |                               |
| 2023 | Tiger 3                      | Aatish Rehman              |                               |
| 2024 | Ae Watan Mere Watan          | Ram Manohar Lohia          | gastoptreden                  |
| 2025 | Ground Zero                  | Narendra Nath Dhar Dubey   |                               |

### Televisie en Webseries
| Jaar | Serie         | Rol          | Opmerking             |
| ---- | ------------- | ------------ | --------------------- |
| 1999 | Dhundh        |              | regie assistent       |
| 2019 | Bard of Blood | Kabir Anand  | Netflix serie         |
| 2024 | Showtime      | Raghu Khanna | Disney+ Hotstar serie |